# Jones AT&T Stadium
 (mars 2025).
Si vous disposez d'ouvrages ou d'articles de référence ou si vous connaissez des sites web de qualité traitant du thème abordé ici, merci de compléter l'article en donnant les références utiles à sa vérifiabilité et en les liant à la section « Notes et références ».
Le Jones AT&T Stadium est un stade de football américain de 60 454 places situé sur le campus de la Texas Tech University à Lubbock, Texas. L'équipe de football américain universitaire des Texas Tech Red Raiders évolue dans cette enceinte inaugurée en 1947 qui comptait alors 27 000 places assises. Ce stade est la propriété de la Texas Tech University.
Cette enceinte fut agrandie une première fois en 1959 en portant la capacité de 27 000 à 41 500 places assises. En 1972, l'enceinte passe de 41 500 à 52 500 places assises.
Le stade a connu trois noms : Clifford B. and Audrey Jones Stadium de 1947 à 2000, Jones SBC Stadium de 2000 à 2006 puis Jones AT&T Stadium depuis le 6 avril 2006.

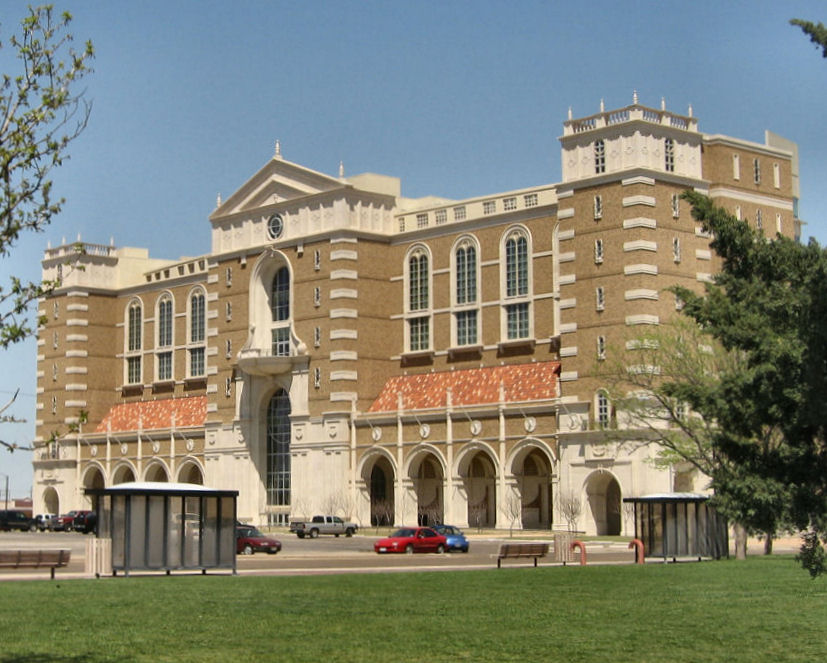
Façade du Jones AT&T Stadium